# 93号美国国道
93号美国国道（英語：U.S. Route 93）是一条南北方向的美国国道。该公路连接了亚利桑那州威肯勃格和蒙大拿州尤里卡，全长1,457英里。